# Myiopharus secutoris
Myiopharus secutoris là một loài ruồi trong họ Tachinidae.